# Mario Galli (militare)
Mario Galli (Sesto San Giovanni, 30 ottobre 1906 – Lechemti, 27 giugno 1936) è stato un militare e aviatore italiano, decorato di Medaglia d'oro al valor militare alla memoria nel corso delle operazioni di stabilizzazione dell'Africa Orientale Italiana.

## Biografia
Nacque a Sesto San Giovanni, provincia di Milano, il 30 ottobre 1906. Dopo aver conseguito il diploma in fisico-matematica presso il Regio Istituto Tecnico di Genova, nel 1924 si iscrisse alla Facoltà di Ingegneria dell'Università degli Studi di Genova, per arruolarsi nell'agosto dell'anno successivo nella Regia Aeronautica, iniziando a frequentare la  Regia Accademia Aeronautica di Caserta. Uscitone come aspirante ufficiale osservatore d'aeroplano nell'ottobre 1926, fu nominato sottotenente in servizio permanente effettivo nel luglio 1927, e tenente alla fine dello stesso anno. Trasferito in servizio presso la Scuola caccia di Furbara, nel maggio 1928 conseguì il brevetto di pilota volando a bordo di un Ansaldo SVA. Nel 1930 fu mandato in Cirenaica, dove fu decorato di una Medaglia d'argento al valor militare durante le operazioni di controguerriglia. Rientrato in Italia nel 1931, fu assegnato al Centro Sperimentale di Montecelio. Divenuto capitano nel 1932, nell'ottobre dello stesso anno fu trasferito al 3º Stormo Caccia Terrestre, il 1 febbraio 1933 sull'aeroporto di Bresso, e il 1 novembre 1935 sull'aeroporto di Centocelle. Il 29 marzo 1935, in vista dello scoppio della Guerra d'Etiopia, fu trasferito in Africa orientale. Imbarcatosi a Genova, sbarcò a Massaua, Eritrea, assegnato in forza alla 34ª Squadriglia da ricognizione. Rimase ucciso nel corso dell'eccidio di Lechemti il 27 giugno 1936, e per onorarne il coraggio gli fu conferita la Medaglia d'oro al valor militare alla memoria.

### Fonti
1. 1 2 3  Ufficio Storico dell'Aeronautica Militare 1969, p. 47.
2. 1 2 3 4 5 6 7 8  Combattenti Liberazione.
3. ↑   Medaglia d'oro al valor militare Mario Galli, su quirinale.it, Quirinale. URL consultato il 17 settembre 2020.
4. ↑  Bollettino Ufficiale 1936, dispensa 37, pag. 619, Bollettino Ufficiale 1937, disp. 9, pag. 182.

### Periodici
- Ovidio Ferrante, Lekemti: la Kindu della Regia Aeronautica, in Rivista Militare, Roma, Stato Maggiore dell'Aeronautica Militare, febbraio-marzo 2006,  pp. 80-87.
- Nico Sgarlato, Le Aquile dell'Impero, in Ali di Gloria, n. 3, Parma, Delta Editrice, aprile-maggio 2012.